# Stranger (musikalbum av Yung Lean)
Stranger är det tredje studioalbumet av den svenska artisten Yung Lean. Albumet utgavs den 10 november 2017 av YEAR0001. Stranger hamnade som högst på artonde plats i Sverigetopplistan. Albumet vann "årets hiphop album" 2018 på Grammisgalan. 

## Låtlista
Alla låtar är skrivna av Yung Lean.
| Nr  | Titel               | Producent(er)    | Längd |
| --- | ------------------- | ---------------- | ----- |
| 1.  | Muddy Sea           | Yung Sherman     |       |
| 2.  | Red Bottom Sky      | Gud              |       |
| 3.  | Skimask             | Gud              |       |
| 4.  | Silver Arrows       | Gud Whitearmor   |       |
| 5.  | Metallic Intuition  | Gud              |       |
| 6.  | Push/Lost Weekend   | Gud              |       |
| 7.  | Salute/Pacman       | Whitearmor       |       |
| 8.  | Drop It/Scooter     | Gud Whitearmor   |       |
| 9.  | Hunting My Own Skin | Gud Whitearmor   |       |
| 10. | Iceman              | Whitearmor       |       |
| 11. | Snakeskin/Bullets   | Gud              |       |
| 12. | Fallen Demon        | Yung Sherman     |       |
| 13. | Agony               | Gud              |       |
| 14. | Yellowman           | Gud Yung Sherman |       |